# Oscar Kambly
Oscar Robert Kambly, auch Oskar Kambly (* 29. März 1887 in Frutigen; † 13. Dezember 1957 in Trubschachen; heimatberechtigt in Zürich), war ein Schweizer Unternehmer und Zuckerbäcker. 1910 gründete er die Kambly SA in Trubschachen, welche sich zum führenden Hersteller von Biskuits in der Schweiz entwickelte. Zudem war Kambly auch Mitbegründer der Weichkäsereien E. Baer & Co in Küssnacht am Rigi (heute Teil von Lactalis).

## Leben
Kambly wurde am 29. März 1887 in Kanderbrück geboren, einem Ortsteil von Frutigen. Die Schreibweise seines Familiennamens wurde von Kambli (heimatberechtigt in Zürich) auf Kambly abgeändert, wohl um den Berner Zweig der Familie zu differenzieren, allerdings sind nach wie vor alle Kambly in Zürich heimatberechtigt. Sein Vater betrieb eine Zündholzfabrik, und die Familie lebte in einfachen Verhältnissen. Nach der Primar- und Sekundarschule ging er zunächst ins waadtländische Villeneuve, um Französisch zu lernen. Er sollte nicht in die Fussstapfen seines Vaters treten, sondern Bäcker/Konditor werden. 1904 trat er in die Dorfbäckerei Fritz Wälti in Trubschachen ein und erlernte das Handwerk. Nach Trubschachen verschlug es ihn wohl auch wegen seiner Frau, die aus dem Dorf stammte. In Zürich, Basel und Stuttgart sammelte er Erfahrungen, bevor er 1909 den Betrieb seines Lehrmeisters übernahm.
Er expandierte und begann Biskuit-Spezialitäten zu fertigen. 1911 trat sein Bruder Paul Kambly in das wachsende Unternehmen ein, seither firmierte das Unternehmen als Gebrüder Kambly und wuchs zu einem Fabrikbetrieb an. 1922 gründete er mit seinem Schwager die Weichkäsereien E. Baer & Co in Küssnacht am Rigi. 1953 wandelte Kambly die Firma in eine Familienaktiengesellschaft um.